# Помянув-Дольни
Помянув-Дольни (пол. Pomianów Dolny) — село в Польщі, у гміні Зембіце Зомбковицького повіту Нижньосілезького воєводства.
Населення — 508 осіб (2011).

## Історія
У 1975-1998 роках село належало до Валбжиського воєводства.
Виникнення села сягає XIV століття. Про Помянув-Дольни збереглося мало історичної інформації. Село входило до складу маєтків, для яких у 1416 р. Вроцлавський єпископ Вацлав із лінії Легніцьких П'ястів (пом. 1417) розширив Ниське церковне князівство. 
У документах XV століття зустрічаються представники маловідомого роду фон Помсдорфів, що можливо походили з Помянова поблизу Зомбковіць Шльонських, але чи були вони власниками села, достеменно невідомо. 
У XVII столітті Помянівська держава належала графу Францішеку Ігнацію фон Роздражову. Маєток успадкував Ян Францішек фон Коловрат-Краковський, син його племінниці Ядвіги Барбари та Вільгельма Альбрехта I фон Коловрат-Краковський. Наступним власником Помянівської держави був Філіп, син Яна Францішека та Елеонори Клавдії фон Ангісоли. Тоді місто разом із Добошовіце, Старовіце та Білою Водою належало нащадкам Максиміліана фон Ліхтенштейна (пом. 1676). Останній представник сілезького роду фон Ліхтенштейнів, граф Францішек Антонім, помер у 1761 році. 
У другій половині XIX століття власністю в Помянові володіла родина фон Цедліц і Трютцшлер. За адресною книгою 1886 р. маєтком 472 га володів граф Адольф фон Цедліц унд Трютцшлер. Між 1912 і 1921 рр. маєток успадкував граф Стефан фон Цедліц унд Трютцшлер. Маєток Помянів площею 450 га належав йому щонайменше до 1937 року. Після Другої світової війни садибу націоналізували, а хутір із палацом передали радгоспу. 
Нині палац перебуває у приватній власності. Зруйнована будівля, захищена від входу, можна побачити лише ззовні. Поруч збереглися господарські будівлі та занедбаний ландшафтний парк із руїнами мавзолею.

## Демографія
Демографічна структура станом на 31 березня 2011 року:
|          | Загалом | Допрацездатний вік | Працездатний вік | Постпрацездатний вік |
| -------- | ------- | ------------------ | ---------------- | -------------------- |
| Чоловіки | 246     | 35                 | 186              | 25                   |
| Жінки    | 262     | 46                 | 149              | 67                   |
| Разом    | 508     | 81                 | 335              | 92                   |